# Centru civic
Centrul civic este de regulă un cartier central al unei localități, în care se află sediile principalelor instituții publice sau private ale acesteia, precum: tribunal, primărie, judecătorie, ANAF etc.

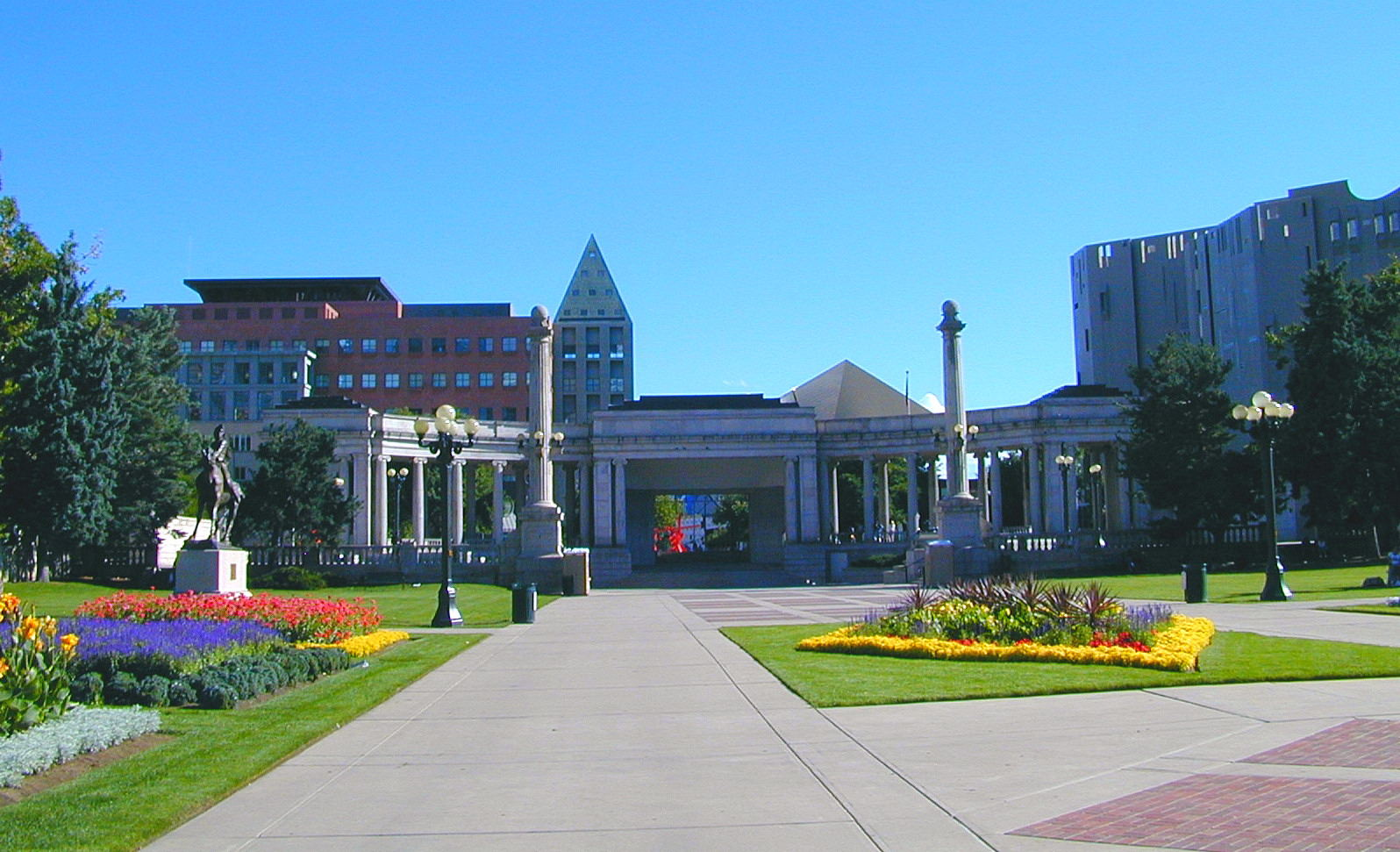
Centrul civic al oraşului Denver, Colorado
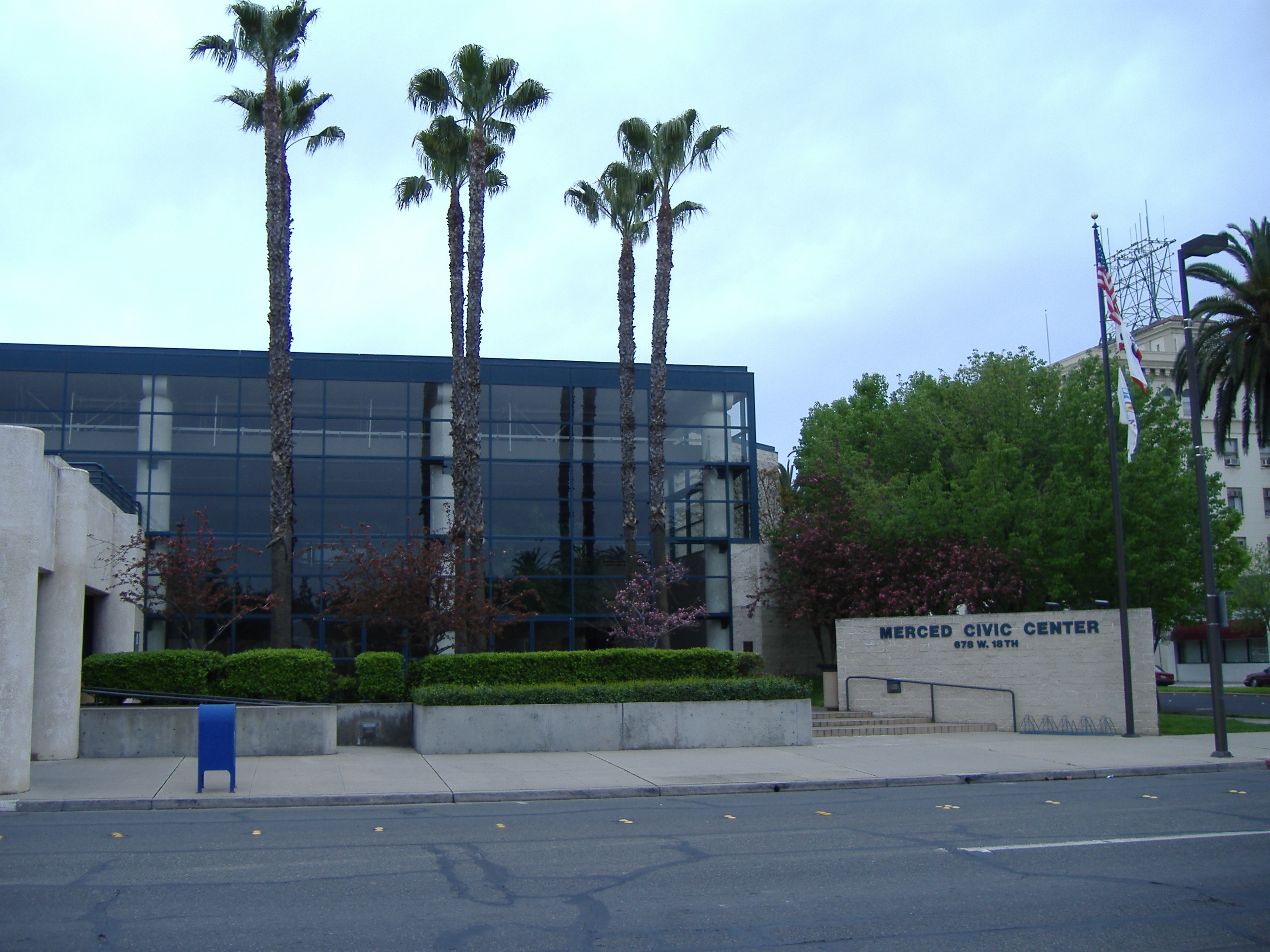
Centrul civic al oraşului Merced, California
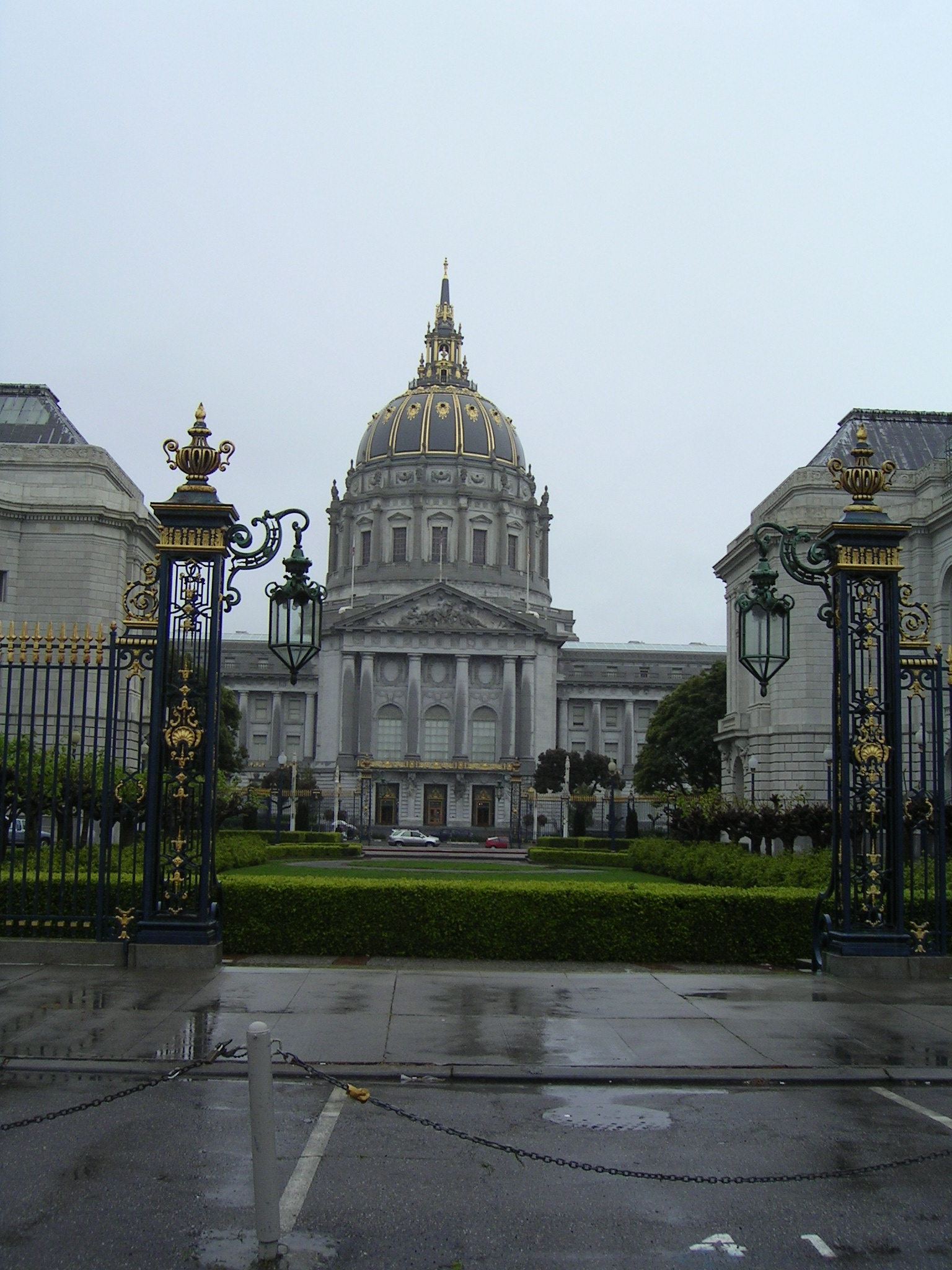
Centrul civic al oraşului San Francisco, California